# Caen
Caen (wymowaⓘ) – miasto i gmina w północnej Francji, stolica historycznej Normandii i ośrodek administracyjny regionu Normandia oraz departamentu Calvados.
Według danych na rok 1990 gminę zamieszkiwało 112 846 osób, a gęstość zaludnienia wynosiła 4391 osób/km² (wśród 1815 gmin Dolnej Normandii Caen plasuje się na 1. miejscu pod względem liczby ludności, natomiast pod względem powierzchni na miejscu 56.). W aglomeracji mieszkało około 220 tysięcy osób.
Caen leży nad rzeką Orne, w pobliżu jej ujścia do kanału La Manche. Przemysł samochodowy, elektroniczny, farmaceutyczny, papierniczy i cementowy. W Caen znajduje się port handlowy i rybacki. Jest połączone z La Manche kanałem (fr. Canal de Caen à la mer ). Połączenie promowe z Portsmouth (Wielka Brytania).
Caen jest również starym ośrodkiem naukowym z uniwersytetem (od 1432), politechniką i licznymi instytutami badawczymi.
W mieście znajduje się stacja kolejowa Gare de Caen.

## Historia
Caen zostało założone w 2. połowie XI wieku przez Wilhelma Zdobywcę jako jego główna rezydencja, z zamkiem i dwoma opactwami – męskim (Abbaye aux Hommes) i żeńskim (Abbaye aux Dames). W Abbaye aux Hommes znajduje się grób Wilhelma Zdobywcy, pochowanego tu w 1087 roku. W czasie wojny stuletniej w 1346 i 1417 zdobyte i splądrowane przez Anglików. W 1450 powróciło do Francji. Rozkwit Caen nastąpił w XVI w. i był związany z francuską penetracją wybrzeży Ameryki i Afryki. Od XVII w. protestanckie, ucierpiało w wyniku wojen religijnych. Później Caen utraciło znaczenie po odwołaniu edyktu nantejskiego w 1685. W okresie rewolucji francuskiej, w latach 1789–1799 ośrodek żyrondystów. W czerwcu i lipcu 1944 roku w mieście i jego okolicach toczyły się zacięte walki wojsk alianckich z Niemcami w ramach Operacji Overlord − Caen zostało ostatecznie zdobyte przez brytyjską 2 Armię. W wyniku działań bojowych zostało zniszczone w około 60% zabudowy miasta.

## Ważniejsze zabytki
- opactwo z XI w.: Abbaye aux Hommes, fundacji Wilhelma Zdobywcy
- opactwo Abbaye aux Dames, fundacji królowej Matyldy
- ruiny zamku (XI, XV w.),
- kościół romański Saint-Étienne-le-Vieux (wzmiankowany w 1067 roku, zbud. XI-XIII w.), w 1840 zamknięty, w 1944 uszkodzony)[3]
- kościół gotycki Saint-Pierre (XIII-XIV, XVI w.),
- pałace z XVI i XVIII wieku.

## Kultura i sztuka

### Muzea
- Muzeum Sztuk Pięknych (fr. Musée des Beaux-Arts  )
- Muzeum Normandii (fr. Musée de Normandie )

### Inne organizacje i placówki kulturalne
- Regionalny fundusz sztuki współczesnej (fr. Fonds régional d'art contemporain  - Frac Normandie Caen)

## Religia

### Katolicyzm
- Abbaye aux Hommes
- Abbaye aux Dames

### Islam
- Meczet Maryam otwarty 22 lutego 2019 w dzielnicy Guérinière

## Sport
- SM Caen – klub piłkarski
- Drakkars de Caen – klub hokejowy

## Edukacja
- École de management de Normandie

## Galeria zdjęć

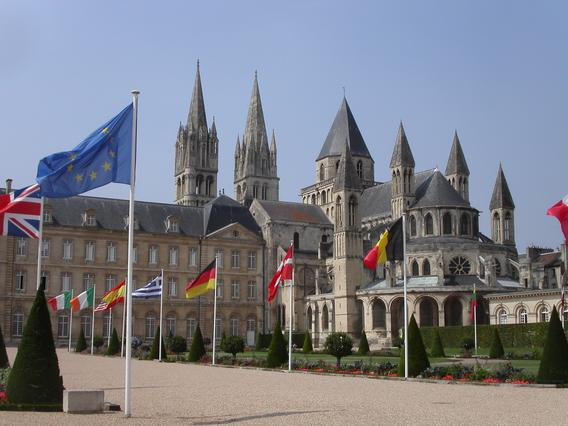
Abbaye aux Hommes (2004)
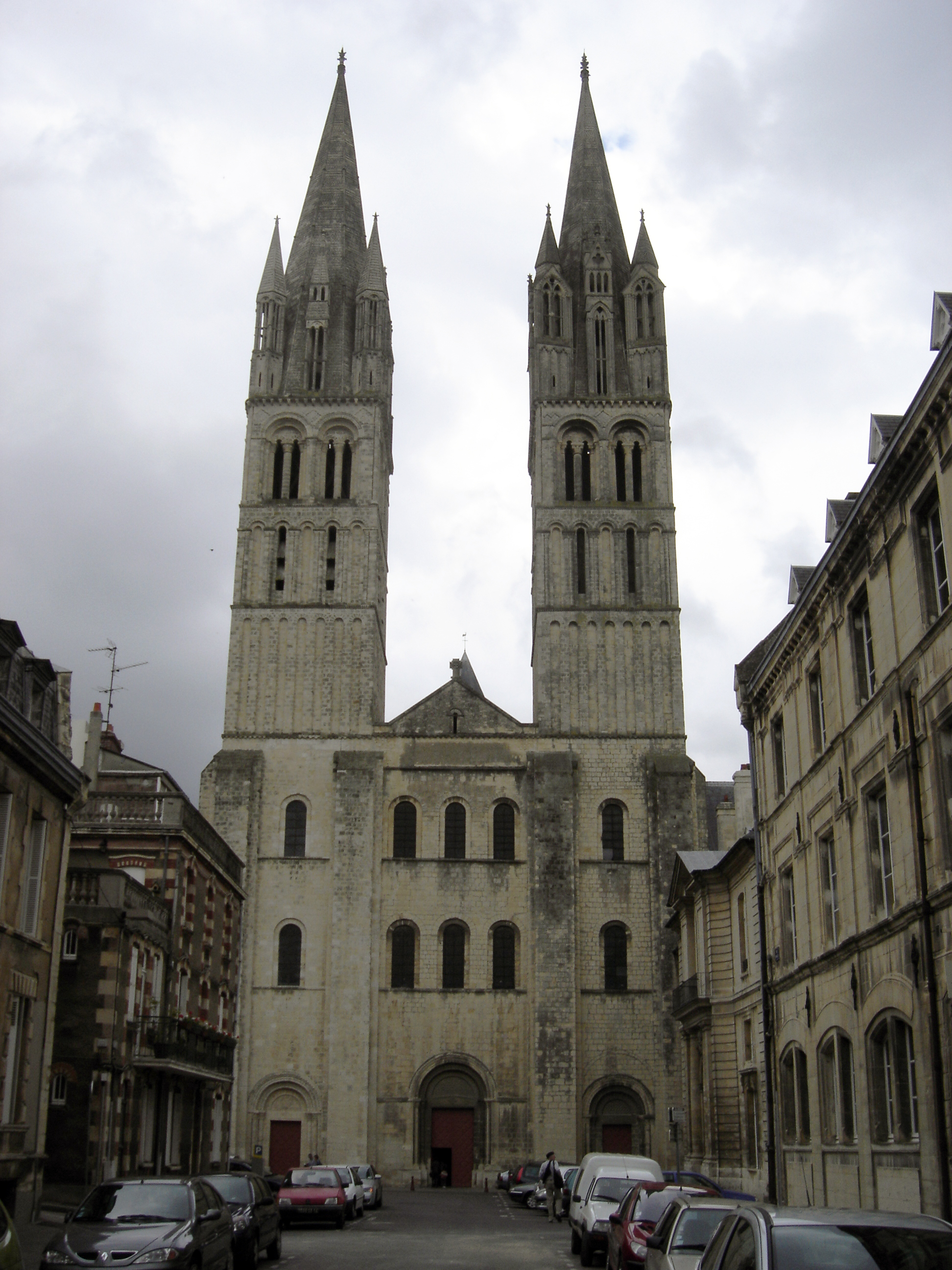
Abbaye aux Hommes, fasada kościoła
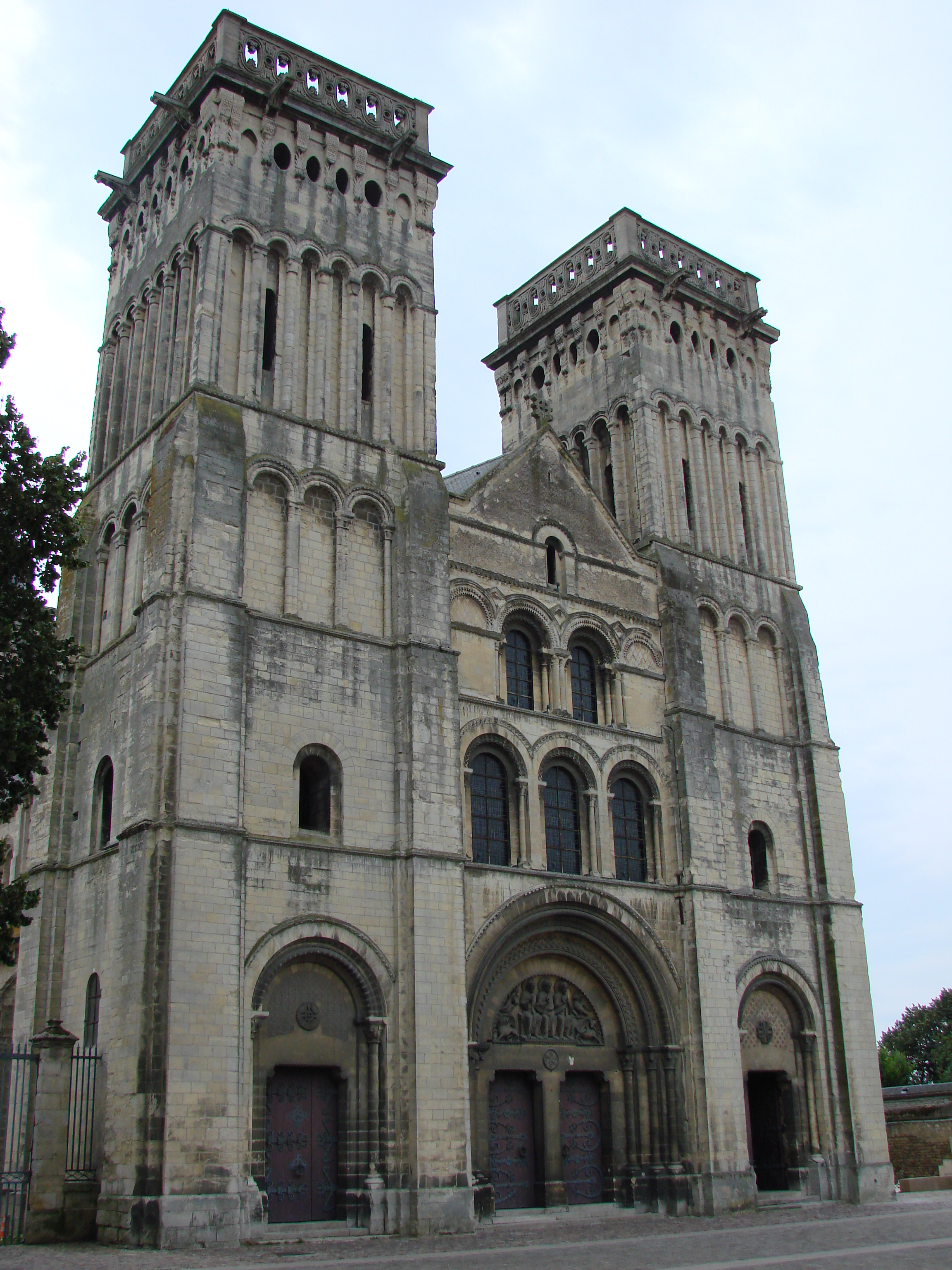
Abbaye aux Dames, fasada kościoła
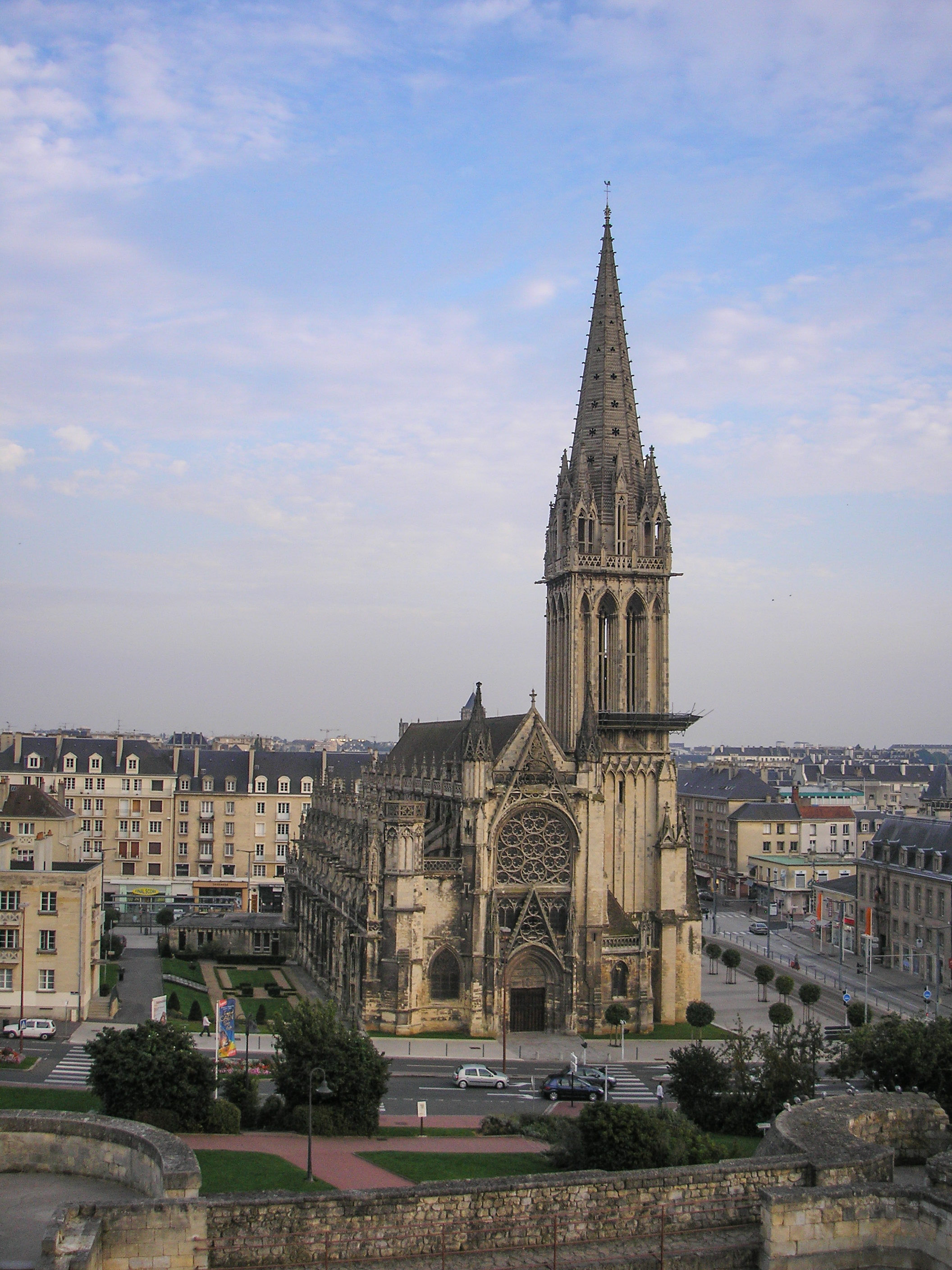
Kościół Saint-Pierre
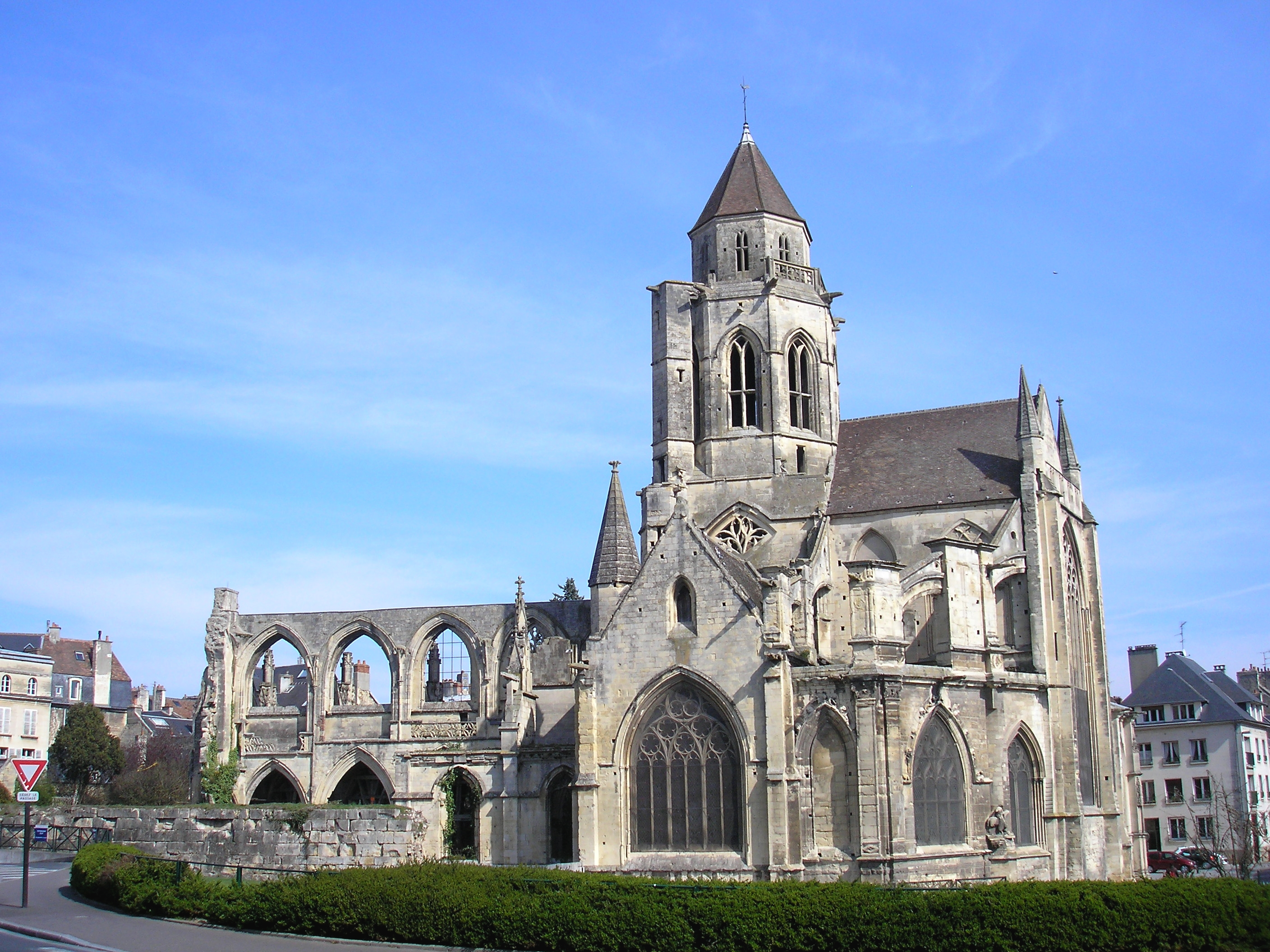
Kościół St. Étienne
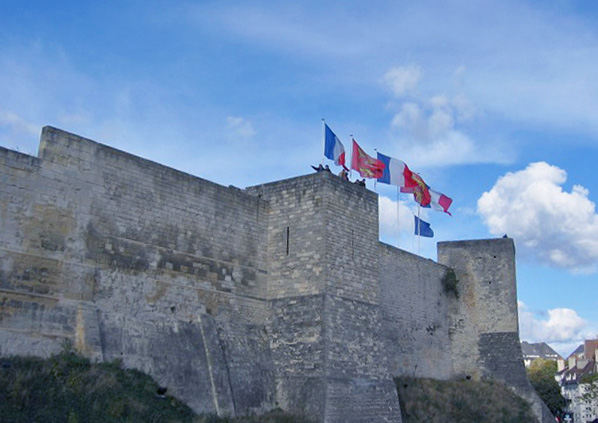
Zamek w Caen

## Miasta partnerskie
- Nashville, USA
- Coventry, Wielka Brytania
- Pernik, Bułgaria
- Alexandria, USA
- Portsmouth, Wielka Brytania
- Würzburg, Niemcy
- Thiès, Senegal